# Jedlany
Jedlany (německy Jedlan) jsou obec v okrese Tábor v Jihočeském kraji. Žije v ní 75 obyvatel.

## Historie
První písemná zmínka o obci pochází z roku 1369. Poblíž Jedlan je místo Beránek, kde se roku 1419 konalo shromáždění příznivců Mistra Jana Husa.

## Obyvatelstvo
Jedlany jsou specifické v tom, že podle výsledků sčítání lidu z roku 2011 jsou obcí s nejvyšším podílem osob, hlásících se k Církvi československé husitské (15,7 % obyvatel obce).
| Rok            | 1869 | 1880 | 1890 | 1900 | 1910 | 1921 | 1930 | 1950 | 1961 | 1970 | 1980 | 1991 | 2001 | 2011 | 2021 |
| -------------- | ---- | ---- | ---- | ---- | ---- | ---- | ---- | ---- | ---- | ---- | ---- | ---- | ---- | ---- | ---- |
| Počet obyvatel | 316  | 341  | 391  | 318  | 281  | 271  | 225  | 175  | 178  | 153  | 110  | 77   | 68   | 70   | 79   |
| Počet domů     | 43   | 48   | 50   | 50   | 49   | 49   | 49   | 50   | 45   | 44   | 41   | 48   | 49   | 50   | 49   |

## Obecní správa
Mezi lety 1850–1899 patřily Jedlany jako osada obce k Chotovinám v okrese Tábor. V letech 1900–1975 byly obcí. Od 1. ledna 1976 do 23. listopadu 1990 patřily znovu jako část obce k Chotovinám a od 24. listopadu 1990 jsou opět samostatnou obcí, ale Beranova Lhota již zůstala součástí Chotovin. V letech 1960–1975 k obci patřila Beranova Lhota.

### Obecní symboly
Znak a vlajka byly obci uděleny rozhodnutím předsedy Poslanecké sněmovny Parlamentu České republiky dne 12. května 2016.

## Galerie

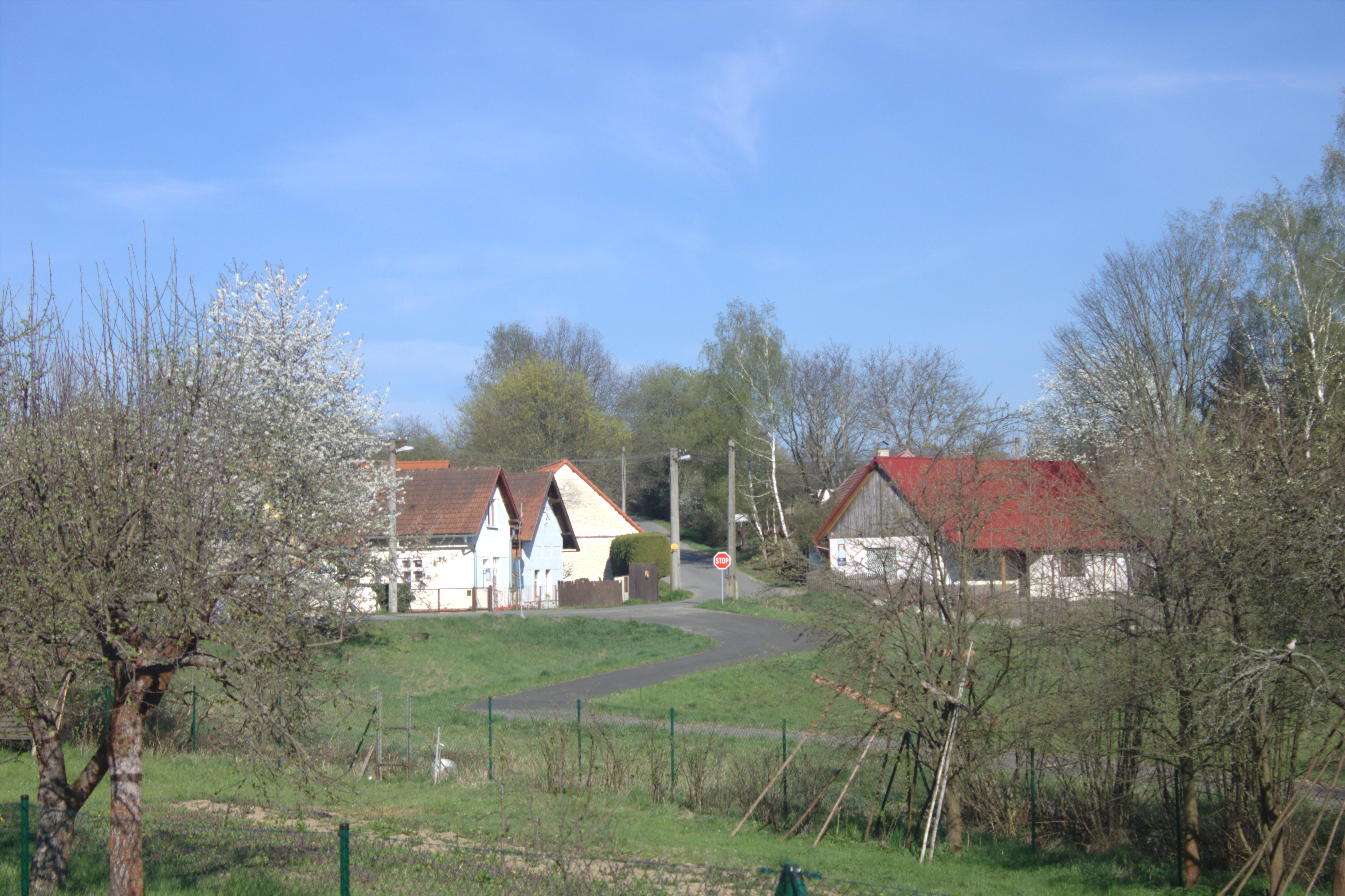
Domy
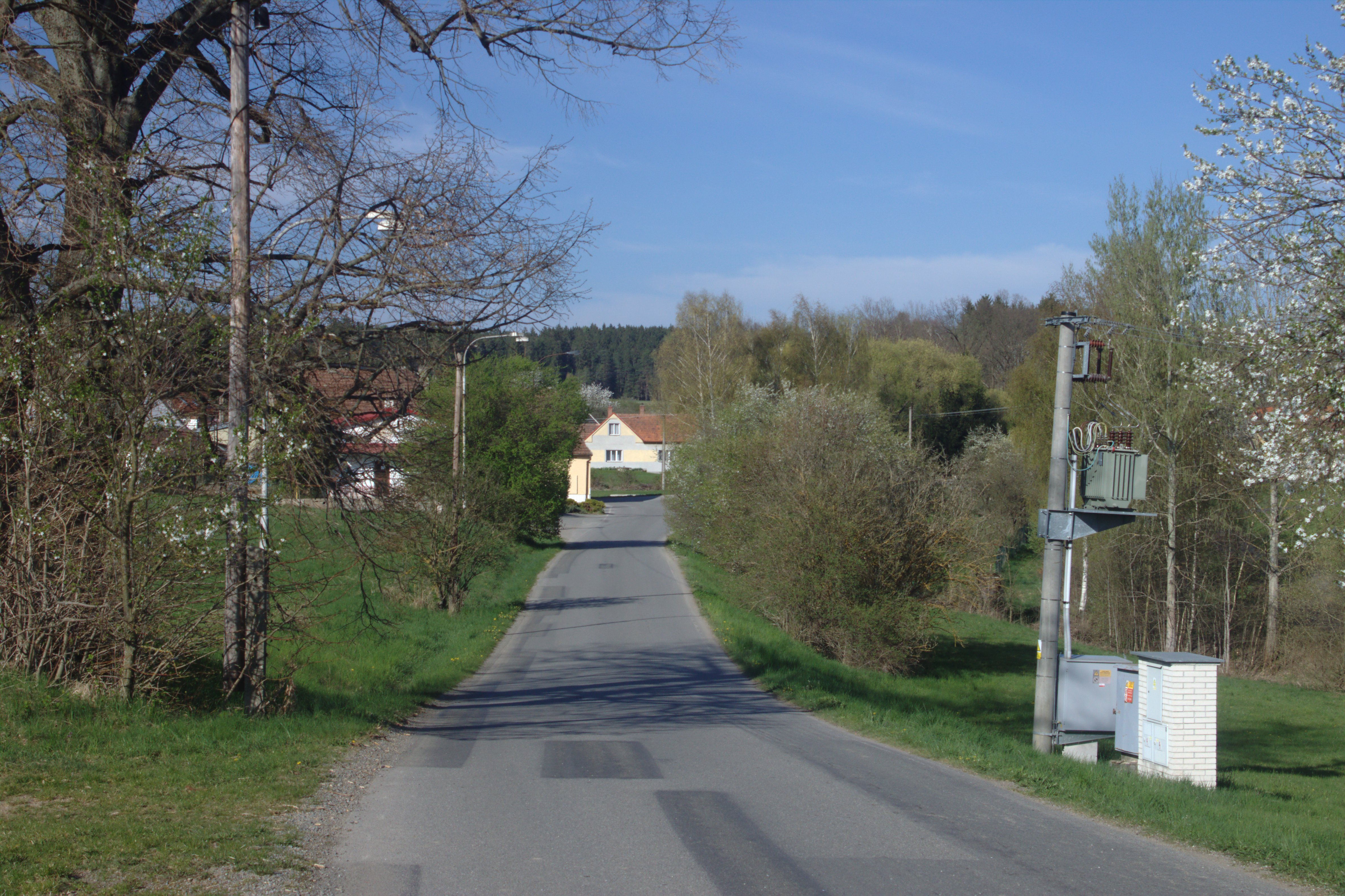
Silnice
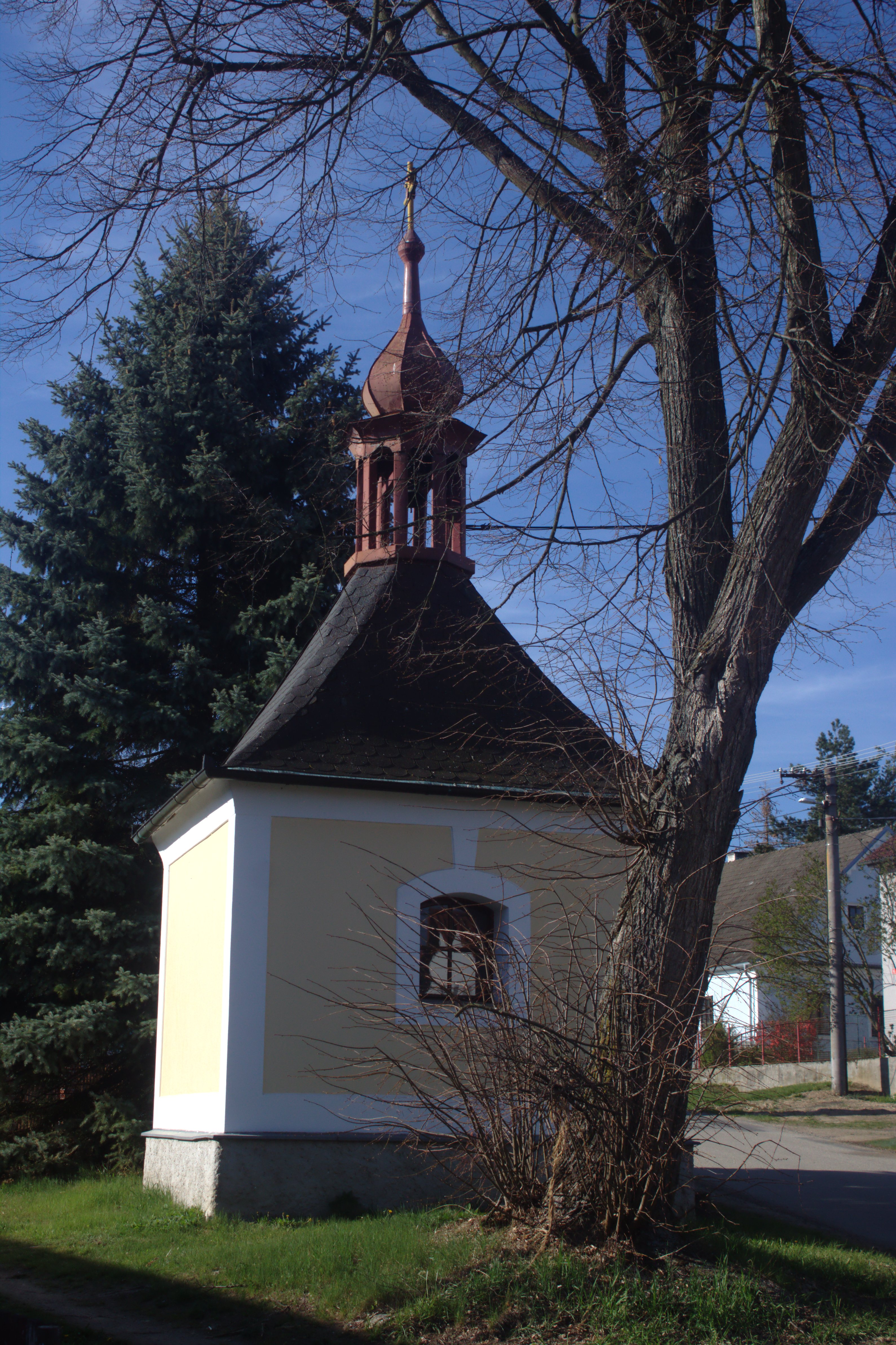
Kaplička